# Theodor Meyer (Richter)

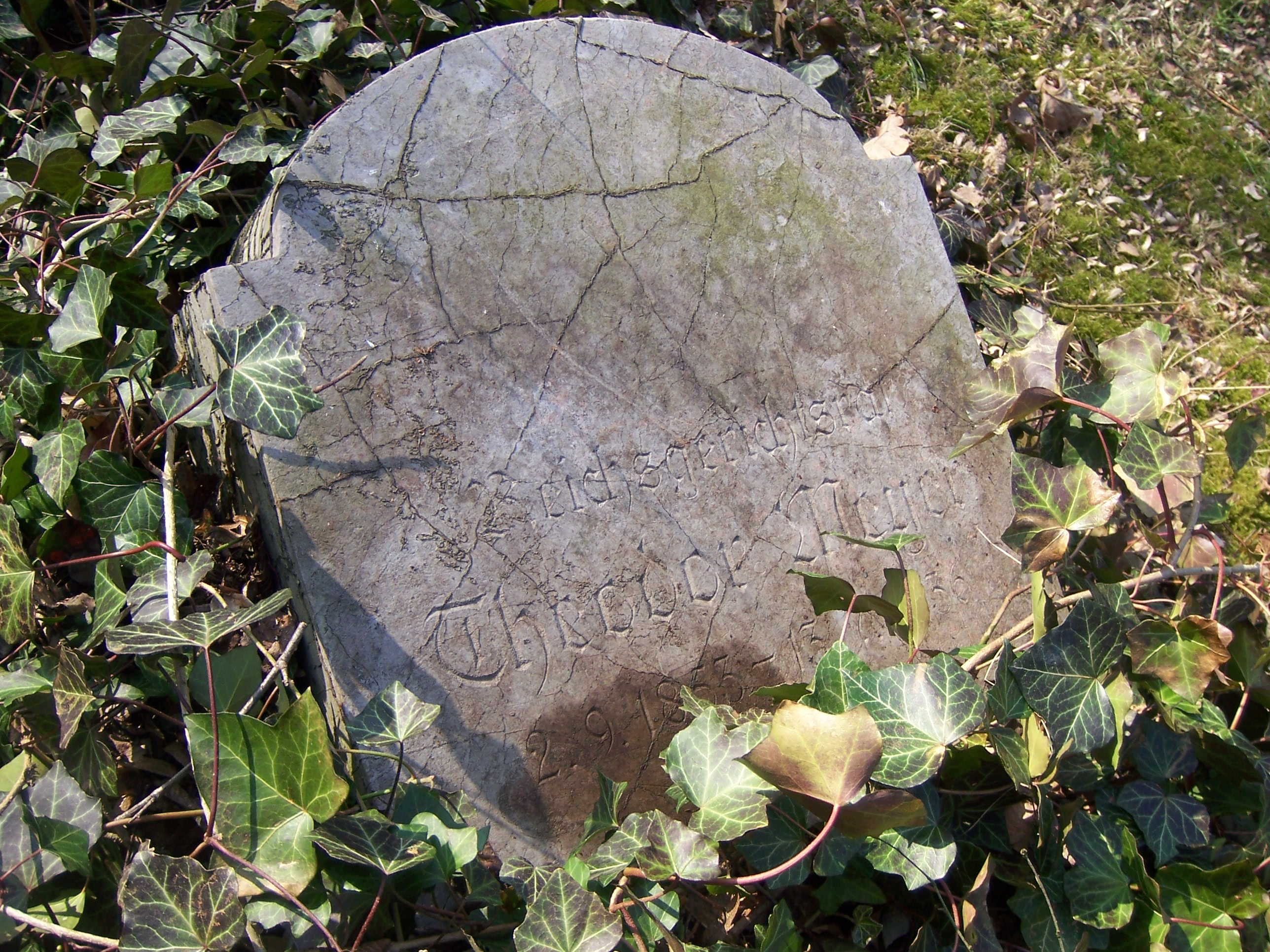
Umgestürzter Grabstein des Reichsgerichtsrats Theodor Ludwig Meyer auf dem Südfriedhof Leipzig (2016 eingeebnet)

Theodor Ludwig Meyer (* 2. September 1853 in Edenkoben; † 13. Juli 1936 in Leipzig) war ein deutscher Reichsgerichtsrat.

## Leben

### Beruflicher Werdegang
Theodor Meyer wurde 1876 auf den bayrischen Landesherrn vereidigt. 1880 ernannte man ihn zum Amtsanwalt. 1887 wurde er III. Staatsanwalt. Amtsrichter wurde er 1889. Ein Jahr später wurde er zum II. Staatsanwalt befördert. 1891 wurde er Landgerichtsrat und 1898 Staatsanwalt am Oberlandesgericht. Oberlandesgerichtsrat wurde er 1901. 
1906 kam er vom Oberlandesgericht Zweibrücken an das Reichsgericht, nachdem er vier Jahre zuvor vom Judentum zum Christentum konvertierte, und damit „dieses Hindernis seiner Beförderung beseitigt hat“. Dort war als Richter im VI. Zivilsenat tätig. Er trat 1923 in den Ruhestand und wurde nach seinem Tode auf dem Südfriedhof Leipzig beerdigt.
Er war Mitglied des Corps Rhenania Würzburg.

### Familie
Theodor Meyer heiratete am 3. Mai 1888  in Frankenthal (Pfalz) Hermine Eleonore David, die am 15. Juli 1869 in Frankenthal (Pfalz) zur Welt gekommen war. Aus dieser Ehe gingen drei Kinder hervor:
- Maria Regina, verehelichte Schuster (* 5. März 1890 in Ludwigshafen am Rhein; † 14. März 1944 im KZ Auschwitz), promovierte Chemikerin
- Elise Franziska (* 12. April 1892 in Zweibrücken; † 26. Oktober 1972 in London) promovierte praktische Ärztin.
- Hedwig Luise (* 29. Februar 1896 in Zweibrücken; † 25. Februar 1977 in Freiburg im Breisgau), promovierte praktische Ärztin.

Nach dem Tode des Ehemannes verzog seine Witwe von Leipzig nach Ludwigshafen am Rhein. Als ihre Deportation ins KZ Theresienstadt kurz bevorstand, wählte sie am 18. Juli 1942 den Freitod. Da die Stadt Ludwigshafen am Rhein, in der sie verstorben war, eine Grabstätte verweigerte, wurde sie auf dem Jüdischen Friedhof in Mannheim beigesetzt, obwohl alle Personen der Familie Meyer den evangelischen Glauben hatten.

## Quelle
- Adolf Lobe: Fünfzig Jahre Reichsgericht am 1. Oktober 1929. Berlin 1929, S. 373.
- Paul Theobald: Jüdische Mitbürger in Frankenthal mit den Stadtteilen Eppstein und Flomersheim von 1800 bis 1940, Ausfertigung: Januar 2016.